# Bahnhof Groß Gerau
Der Bahnhof Groß Gerau liegt etwa 500 m nördlich des Stadtzentrums der hessischen Kreisstadt Groß-Gerau an der von Wiesbaden/Mainz nach Darmstadt/Aschaffenburg führenden Rhein-Main-Bahn. Dort zweigt eine Verbindungskurve zum nahegelegenen Bahnhof Groß Gerau-Dornberg an der Riedbahn ab.

## Name
Anders als die namensgebende Stadt wird der Bahnhof ohne Bindestrich geschrieben. Dies erklärt sich aus der preußischen Rechtschreibregelung von 1910. Nach ihr wurde die Schreibweise der Orts- und Verwaltungsbezirksnamen mit einem unterscheidenden Vorsatzwort wie Alt, Neu, Groß, Klein, Bergisch, Deutsch usw. – sofern sie nicht jetzt schon in einem Worte geschrieben werden – ohne Bindestrich, dagegen für solche, die sich aus zwei oder mehreren Stammnamen zusammensetzen, wie Schleswig-Holstein, Beeskow-Storkow usw. mit einem Bindestrich als die amtlich richtige festgesetzt. Diese Regelung galt nicht im Großherzogtum Hessen (Hessen-Darmstadt), sehr wohl aber für die Anlagen der Preußisch-Hessischen Eisenbahngemeinschaft, zu der der Bahnhof gehörte.

## Geschichte

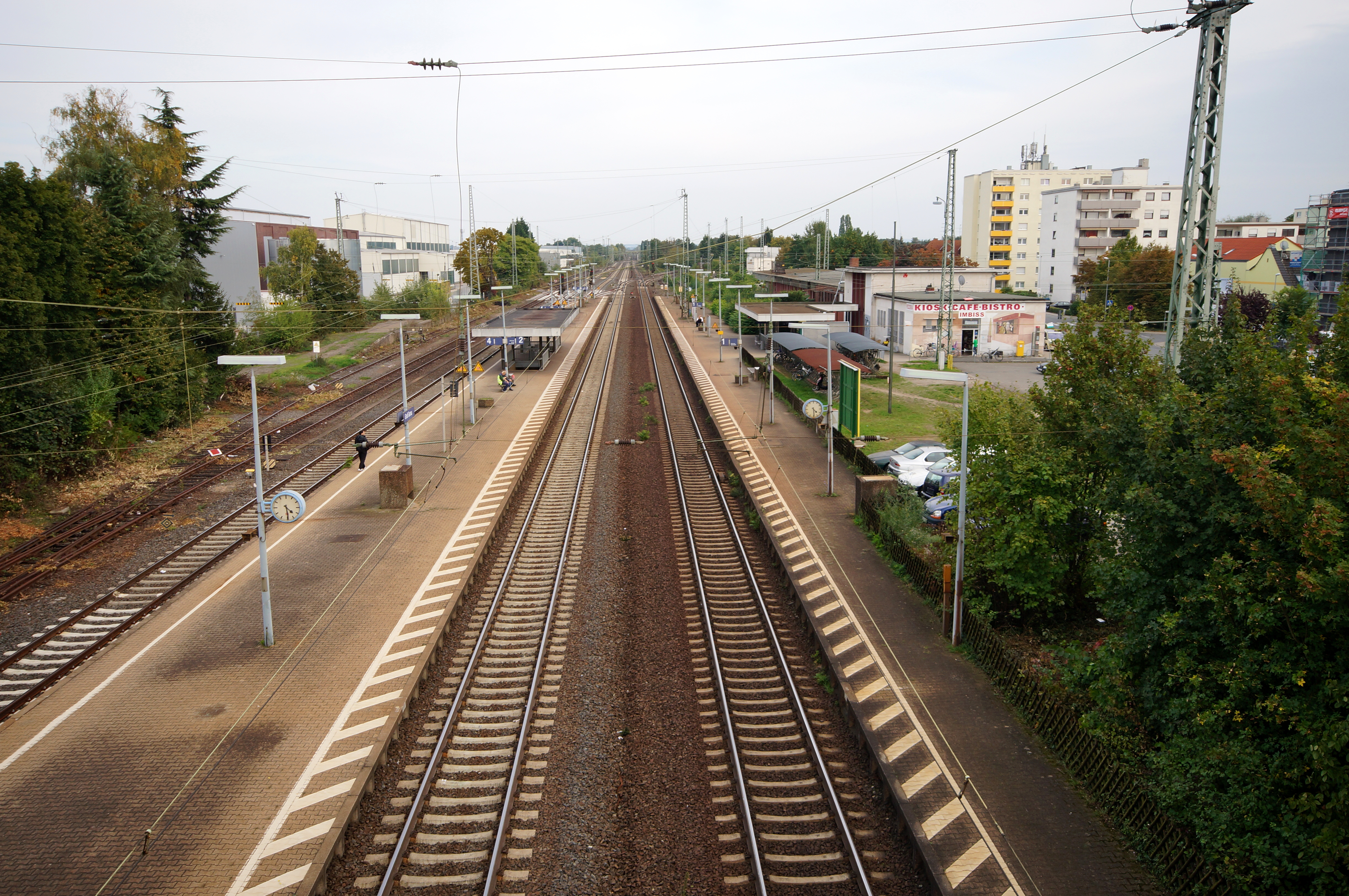
Blick auf den Bahnhof (2013)

Der Bahnhof liegt am 1858 durch die Hessische Ludwigsbahn eröffneten Abschnitt zwischen Mainspitze und Darmstadt der Rhein-Main-Bahn. In Groß-Gerau fungierte zunächst eine Holzbaracke als Bahnhof. 1868 wurde das neue Empfangsgebäude eröffnet. 1900 wurde der Bahnhof an das Eisenbahn-Fernsprechnetz (Telefon) angeschlossen und erhielt die Fernsprechnummer 12 des Telefonamtes Darmstadt, 1905 wurde er telefonisch mit dem Bahnhof Groß Gerau-Dornberg verbunden.
Im Ersten Weltkrieg betrieben eine freiwillige Sanitätskolonne sowie Damen des Alice-Frauenvereins eine Rotkreuzstation im Bahnhofsgebäude. Während der Zeit des Regiebetriebs (1923/1925) gehörte der Bahnhof Groß Gerau zu der von der französischen Besatzungsmacht betriebenen Regiebahn. Als sich die Lage zwischen dem Deutschen Reich und der Besatzungsmacht im Laufe des Jahres 1924 entspannte, war der Bahnhof einer der wenigen Bahnhöfe im besetzten Gebiet, in dem die Deutsche Reichsbahn einen Fahrkartenschalter eröffnen und dort Anschlussfahrkarten für Reisende verkaufen durfte, die ins unbesetzte Gebiet reisten.
Der zugehörige Lokomotivbahnhof wurde zum 1. Januar 1929 aufgelöst.
1944 wurde das Empfangsgebäude bei Bombenangriffen zerstört und 1957 wieder aufgebaut. Das Empfangsgebäude ist heute anerkanntes Kulturdenkmal nach dem Hessischen Denkmalschutzgesetz.
Im Zuge der „Generalsanierung“ der Riedbahn wurden im Bahnhof verschiedene Signale neu aufgestellt, modernisiert und teils verschoben. Unter anderem wurde ein Einfahrsignal vom Gegengleis aus Dornberg ergänzt und somit der Betrieb zwischen den Bahnhöfen Groß Gerau und Groß Gerau-Dornberg flexibilisiert. Ebenfalls wurde die zulässige Geschwindigkeit auf dieser Gleisverbindung von bislang weitgehend 70 auf weitgehend 80 km/h angehoben.

## Infrastruktur
Der Bahnhof verfügt über drei Bahnsteiggleise, die über den Hausbahnsteig an Gleis 1 und einen Inselbahnsteig für die Gleise 2 und 4 erreichbar sind. Östlich befinden sich zusätzliche Gütergleise sowie ein Gleisanschluss. Im Westen besteht ein Anschluss zum ehemaligen Gelände von Südzucker, wo umfangreiche Gleisanlagen in Betrieb waren. Seit 1970 wird der Schienenverkehr mit Hilfe eines Relaisstellwerkes gesteuert.

## Betrieb

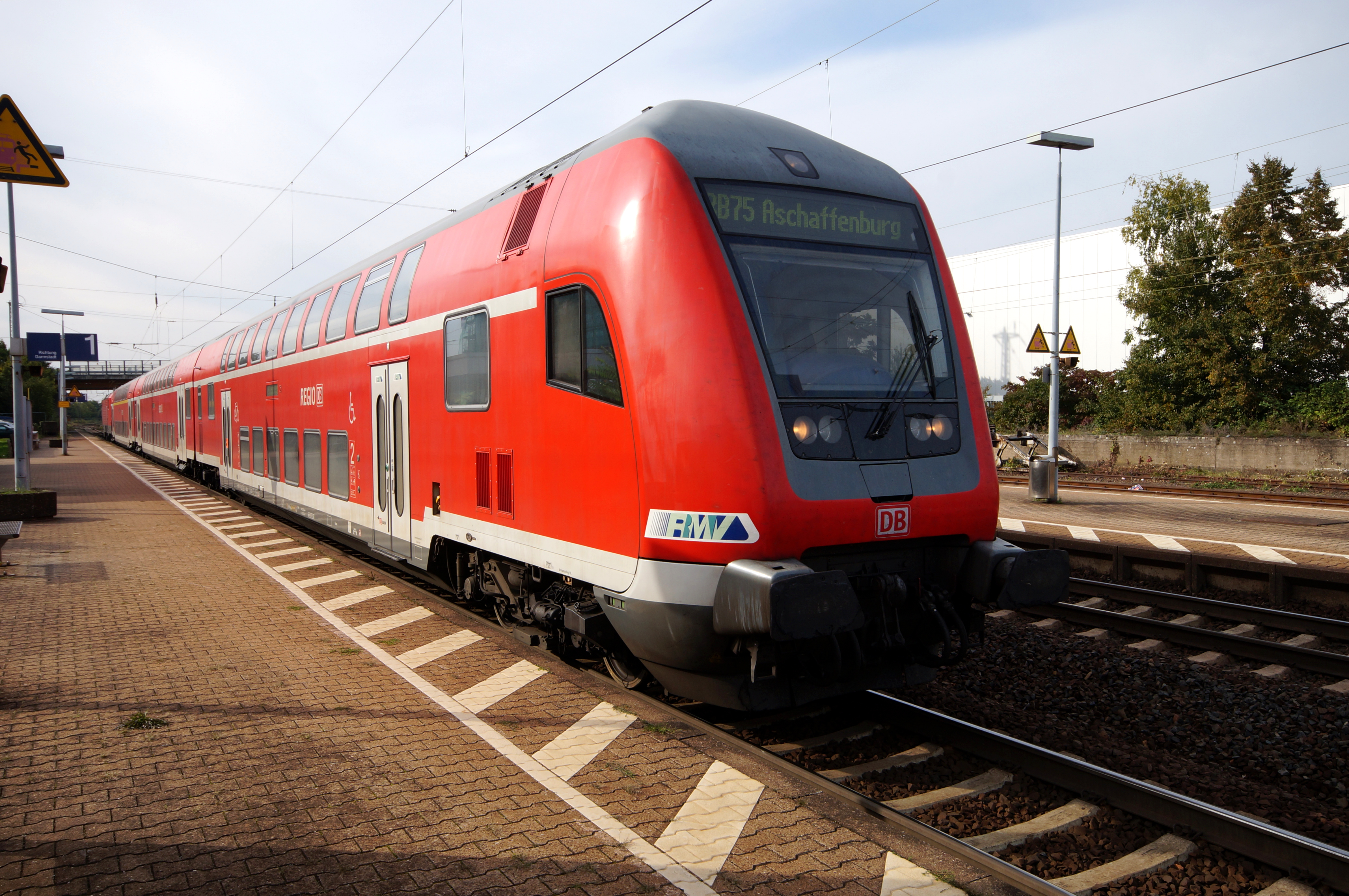
Regionalbahn mit Doppelstockwagen und einer Lokomotive der DB-Baureihe 143 im Bahnhof Groß Gerau auf dem Weg nach Aschaffenburg (2013)

Der Bahnhof wird von der Regionalbahnlinie RB 75 angefahren, die im Halbstundentakt von Wiesbaden über Mainz nach Groß Gerau und weiter über Darmstadt nach Aschaffenburg verkehrt.
| Linie | Verlauf | Takt |
| ----- | --- | --- |
| RB 75 | Rhein-Main-Bahn: Wiesbaden Hbf – Mainz Hbf – Mainz Römisches Theater – (Mainz-Gustavsburg –) (stündlich) Mainz-Bischofsheim – Nauheim (b Groß Gerau) – Groß Gerau – Klein-Gerau – Weiterstadt – Darmstadt Hbf – Darmstadt Nord – Darmstadt-Kranichstein – Messel – Dieburg – Altheim (Hess) – Hergershausen – Babenhausen (Hess) – Stockstadt (Main) – Mainaschaff – Aschaffenburg Hbf Stand: Fahrplanwechsel Dezember 2021 | 25/35 min (wochentags) 25/35 min (Wiesb.–Darmstadt sa) 60 min (Darmstadt–Aschaffenb. sa) 60 min (so/feiertags) |